# Alexei Nikolajewitsch Bachmetew

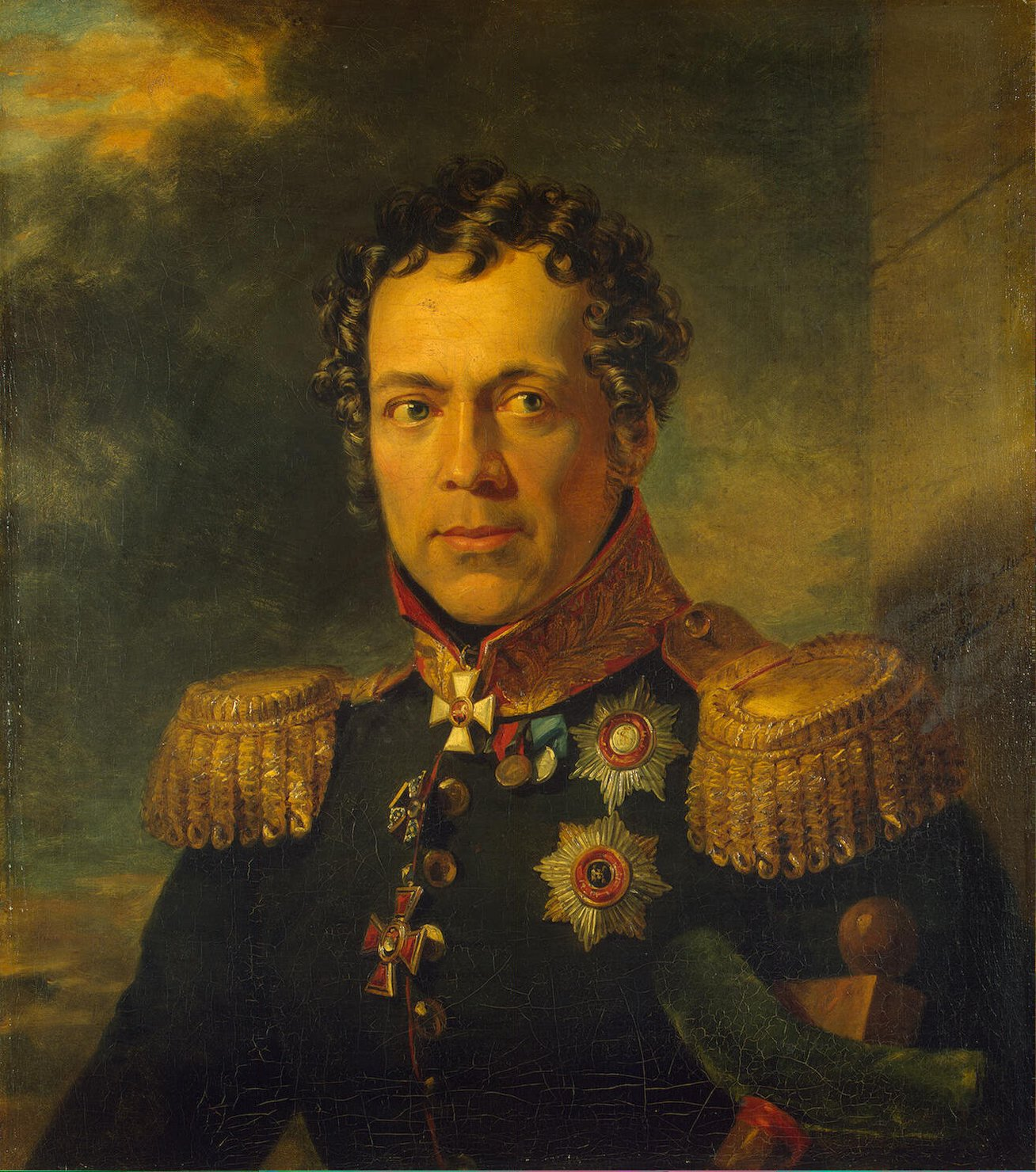
Alexei Nikolajewitsch Bachmetew

Alexei Nikolajewitsch Bachmetew (russisch Алексей Николаевич Бахметев; * 1774; † 15. September 1841) war ein russischer General.

## Leben
Nach dem Brauch der Zeit wurde er im Alter von vier Jahren am 10. September 1777 im Preobraschensker-Regiment der Leibgarde registriert. Sein Eintritt als Fähnrich in den aktiven Dienst erfolgte am 1. Januar 1790 beim Ismailowkser Regiment der Leibgarde. Er nahm am Krieg gegen Schweden teil und wurde am 22. November 1798 zu Oberst ernannt. Am 31. Mai 1808 wurde er zum Generalmajor befördert, mit der gleichzeitigen Ernennung zum Chefs eines sibirischen Grenadier-Regiments. Er nahm am Russisch-Türkischen Krieg von 1806–1812 teil und zeichnete sich bei den Kämpfen von Obleschti bei Brăila und während der Eroberung von Hârșova aus. Bei Tatariza wurde er an seiner linken Seite verwundet und erhielt am 25. Juli 1810 den Orden des Heiligen Georg 3. Klasse. An der Spitze des Korps von General Rajewski beteiligte er sich vor Schumla an der Belagerung von Silistra. Während des Angriffs auf die Festung Rustschuk wurde er an den Beinen verletzt und verließ die Armee. Am 31. März 1811 wurde er zum Kommandeur der 23. Infanteriedivision ernannt. Zu Beginn des Russlandfeldzuges 1812 war er Kommandeur der 11. Infanterie-Division des IV. Infanterie-Korps und war der 1. Westarmee zugeteilt. Während des Rückzugs der russischen Armee nahm er an der Schlacht bei Ostrowno, in der Nähe von Smolensk teil. In der Schlacht bei Borodino (7. September) wurde ihm sein rechtes Bein unterhalb des Knies abgetrennt, der junge Leutnant Prinz Pjotr Andrejewitsch Wjasemski rettete dabei sein Leben. Die Verletzung beendete seine aktive militärische Karriere. Am 31. Oktober 1812 erhielt er den Rang eines Generalleutnants. Am 27. März 1814 wurde er zum Militärgouverneur von Kamenetz Podolski ernannt und 1816 als Statthalter von Bessarabien eingesetzt. Am 12. Dezember 1823 wurde er zum General der Infanterie befördert, fünf Jahre später wurde er zum Generalgouverneur von Kazan, Simbirsk und Pensa ernannt.